# 山田 (上田市)
山田（やまだ）は、長野県上田市の地名（大字）。

## 地理
上田電鉄別所線・舞田駅および八木沢駅の南に位置する。北は八木沢、東は手塚、南は野倉、西は別所温泉に接する。女神岳の北東麓、丘陵地帯の傾斜地などに農村を形成する。
湯川の支流である追開沢川（おかいざわがわ）は、当町の大上手を上流端とする。湧水を水源とする沢が多く、侵食谷を成す。
山田池・山田新池といったため池が築造されている。いずれも江戸時代に整備されたもので、特に八木沢にまたがる山田池は、昭和に沢山池が建設されるまで、塩田平のため池群の中で最大の規模を持っていた。
- 山：女神岳
- 河川：追開沢川
- 湖沼：山田池、山田新池（ため池）

## 歴史

### 町名の由来
山（女神岳）のふもとに広がる水田地帯といった意味から。

### 沿革
- 小県郡山田村を前身とする。明治維新後、上田県を経て長野県の所属となる[5]。
- 1889年（明治22年）4月1日 - 町村制の施行により、山田村・野倉村・手塚村・十人村・新町・前山村の区域をもって西塩田村が発足。旧村域は西塩田村大字山田となる[5]。
- 1956年（昭和31年）5月1日 - 西塩田村が別所村・東塩田村・中塩田村と合併して塩田町が発足。塩田町大字山田となる[5]。
- 1970年（昭和45年）4月1日 - 塩田町が上田市に編入。上田市大字山田となる[5]。
- 2006年（平成18年）3月6日 - （旧）上田市・真田町・武石村と合併し、（新）上田市が発足。上田市山田となる[10]。

## 世帯数と人口
2019年（令和元年）8月1日現在の世帯数と人口は以下の通りである。
| 大字 | 世帯数 | 人口  |
| ---- | ------ | ----- |
| 山田 | 90世帯 | 224人 |

### 人口の変遷
| 2005年（平成17年） | 250人 | [ 11 ] |  |
| 2010年（平成22年） | 245人 | [ 11 ] |  |
| 2015年（平成27年） | 234人 | [ 11 ] |  |

## 経済・産業
江戸時代中期から養蚕業が広まったが、戦後は水田へと転換し、兼業農家が増えた。
1980年（昭和55年）には山田175にアート金属工業の山田工場が進出している。

## 交通
- 長野県道82号別所丸子線 - 町域の北部を東西に走る[6]。

「満願寺入口」・「山田」バス停留所があり、上田バス「塩田線」・「信州の鎌倉シャトルバス」が運行されている。別所温泉や塩田町駅、JR上田駅方面へとつながっている。

## 施設
- 上田市塩田公民館山田分館[15]
- 山田公会場[6]
- 山田生活改善センター（山田1106-1） - 災害時は住民の第一次避難場所として機能する[16]。
- 上田市立塩田西小学校（山田476-1）[17] - 当町のほか、八木沢・前山・手塚・野倉を学区とする[18]。
- 塩田西児童クラブ（山田476-1） - 上田市の学童保育所（放課後児童クラブ）[19]。
- 満願寺（山田1093）[20] - 真言宗智山派の寺院[6]。山号は愛宕山[5]。500年前、前山寺の末寺として創建されたと言われる。本尊は薬師如来で、その脇に十二神将を配置。境内には石造の十王像を置く[21]。明治4年に「昇高学校」開校[5]（塩田西小学校の前身、詳細は上田市立塩田西小学校を参照）。
- 塩田霊園（山田543-1） - 株式会社一休さんのはなおかによる民営墓地。経営主体は金窓寺[22]。
- 山田神社（山田1106）[23] - 町域の南部に位置する神社[6]。境内の湧水は「御神水」と呼ばれ、名水として知られる[24]。
- 遺跡[25]
  - 竹の裏遺跡（山田字竹の裏） - 縄文時代および平安時代の遺跡。
  - 西村遺跡（山田字西村） - 平安時代の遺跡。
  - 上打越遺跡（山田字上打越） - 縄文時代の遺跡。
- 古墳[25]
  - 横山塚古墳（山田字竹の裏）
  - ビワ塚古墳、上の山古墳（山田字下打越）
  - 上平古墳（山田字上平）

## 防災
- 上田市消防団第16分団の管轄。山田自治会は塩田新町自治会・十人自治会とともに、その第二班を担当する[26]。
- 女神岳の斜面は土砂災害警戒区域に指定されている。また、洪水時は塩田西小学校を含め、追開沢川沿いに浸水被害が生じると想定されている[27]。
- 山田池が決壊した場合、八木沢駅・舞田駅周辺に広く浸水被害が生じると想定されている。また、山田新池が決壊した場合、水は山田池に向かう流れと、塩田西小学校方面に向かう流れに2分する。アート金属工業の工場敷地南側や、塩田西小学校の西縁にも浸水被害が生じると想定されている[28]。

## その他
- 郵便番号は「386-1432」[2]。7桁化前は「386-14」[6]。管轄郵便局は上田郵便局、集配郵便局は別所郵便局（甲信・東海地方の郵便番号を参照）。
- 上田市立塩田西小学校、上田市立塩田中学校の学区[18]。
- 山田自治会におけるごみ収集曜日は、燃やせるごみが火曜日・金曜日、プラマーク付プラスチックおよび燃やせないごみが木曜日[29]。
- 当地には以下のような風習がある[30]。
  - お椀じめ（オヤシナイ） - 正月（松の内）の行事。お椀の形をした注連縄を神棚や門松に飾り付け、餅や雑煮などを盛る。
  - 風祭（カゼマツリ） - 8月20日に行われる、風神を祀る行事。農耕地に風よけの神札を下げる。
  - 風切り鎌 - 台風など強い風が吹き荒れる際、鎌を竹の棒の先端に縛り、風上に向ける。昭和初期まで見られた。